# Grigorij Kotosjikhin
Grigorij Karpovitj Kotosjikhin (russisk: Григорий Карпович Котошихин), født omtrent 1630, død 1667, var en russisk diplomat og samfundsskildrer.
Kotosjikhin var oprindelig kancelliskriver i Moskva under tsar Aleksej Mikhajlovitj og medvirkede blandt andet ved diplomatiske forhandlinger med Sverige. Fra Rusland kom han, under omstændigheder, der ikke fuldt ud er opklarede, til Polen, og søgte derfra 1666 til Sverige, hvor han gik i regeringens tjeneste og antog navnet Ivan Aleksander Selitski. Han slog sig ned i Stockholm, fandt støtte hos rigets kansler grev Magnus Gabriel de la Gardie og gjorde sig nyttig ved sit nøje kendskab til Rusland, men allerede 1667 måtte han på grund av et i hidsighed forøvet mord lade livet på retterstedet.
Opmuntret af kansleren havde Kotosjikhin dog forinden fået tid til at nedskrive en skildring på russisk af de indre forhold i det moskovitiske rige. Dette skrift, som han kaldte O Rossii v carstovanie Aleksěja Michajloviča, er en værdifuld kilde til Ruslands historie før Peter den Store. Det blev i sin tid oversat på latin og svensk, men først 1837 fandtes Kotosjikhins manuskript i Uppsala universitetsbibliotek og udgaves på russisk af den kejserlige arkæografiske kommission 1840 (4. udgave 1906). Det er inddelt i 13 kapitler, hvori fortælles lidenskabsløst og ærligt om rigets hele ordning og styrelse. Kotosjikhins egen kloge dom og lette ironi skinner dog ofte igennem. Alt i alt giver det et trøstesløst billede af det åndelige mørke, den store råhed og uredelighed, som dengang herskede i Rusland.